# Kawa i papierosy
Kawa i papierosy (ang. Coffee and Cigarettes) – czarno-biała niezależna komedia z 2003 r. w reżyserii Jima Jarmuscha. Składa się z serii 11 krótkich epizodów rozgrywających się w miejskiej przestrzeni, w których jako rekwizyty występują kawa i papierosy.
W filmie zagrali między innymi Roberto Benigni, Steven Wright, Joie Lee, Tom Waits, Cinqué Lee i Steve Buscemi.
Pierwszy epizod („Strange to meet you”) powstał w 1986 r. do programu Saturday Night Live. Epizod „Somewhere in California” był w 1993 r. zwycięzcą plebiscytu publiczności na 9. Warszawskim Festiwalu Filmowym.

## Epizody
1. Strange to meet you – pierwotny epizod z 1986 r., w którym Roberto Benigni i Steven Wright rozmawiają o kawie i papierosach.
2. Twins – epizod z 1989 r. znany jako wersja z Memphis; tytułowych bliźniaków zagrali w nim Joie Lee i Cinqué Lee, a Steve Buscemi kelnera opowiadającego o swojej teorii, że Elvis miał złego bliźniaka.
3. Somewhere in California – epizod z 1993 r., w którym na dziwnej rozmowie spotykają się dwaj muzycy, Iggy Pop i Tom Waits, którzy grają sami siebie.
4. Those Things'll Kill Ya – Joseph Rigano i Vinny Vella rozmawiają przy kawie o szkodliwości palenia; milczący Vinny Vella junior pojawia się prosząc ojca o pieniądze.
5. Renée – Renee French gra w nim siebie pijącą kawę i przeglądająca magazyn o broni; E.J. Rodriguez gra kelnera chętnego do usługiwania.
6. No Problem Alex – Descas i Isaach De Bankolé to kumple, którzy spotkali się przy kawie i papierosach; Alex ciągle powtarza, że nie ma problemów.
7. Cousins – Cate Blanchett gra siebie oraz fikcyjną kuzynkę imieniem Shelly, z którą spotkała się na kawie w hotelu; kelner, którego gra Mike Hogan, informuje Shelly, że nie można palić.
8. Jack Shows Meg His Tesla Coil – Jack i Meg White z zespołu The White Stripes grają brata i siostrę, Jack pokazuje Meg własnoręcznie wykonany transformator Tesli; kelnera w tym epizodzie gra Cinqué Lee.
9. Cousins? – brytyjski aktor Alfred Molina rozmawia przy herbacie ze Steve’em Cooganem, twierdząc, że są odległymi kuzynami; Katy Hansz prosi Coogana o autograf.
10. Delirium – artyści rapowi (i kuzyni) GZA i RZA piją ziołową herbatkę i rozmawiają z Billem Murrayem o szkodliwości kofeiny i nikotyny.
11. Champagne – William Rice i Taylor Mead prowadzą nostalgiczną konwersację podczas przerwy na kawę.